# قائمة القلاع والحصون والتحصينات والأسوار المصرية

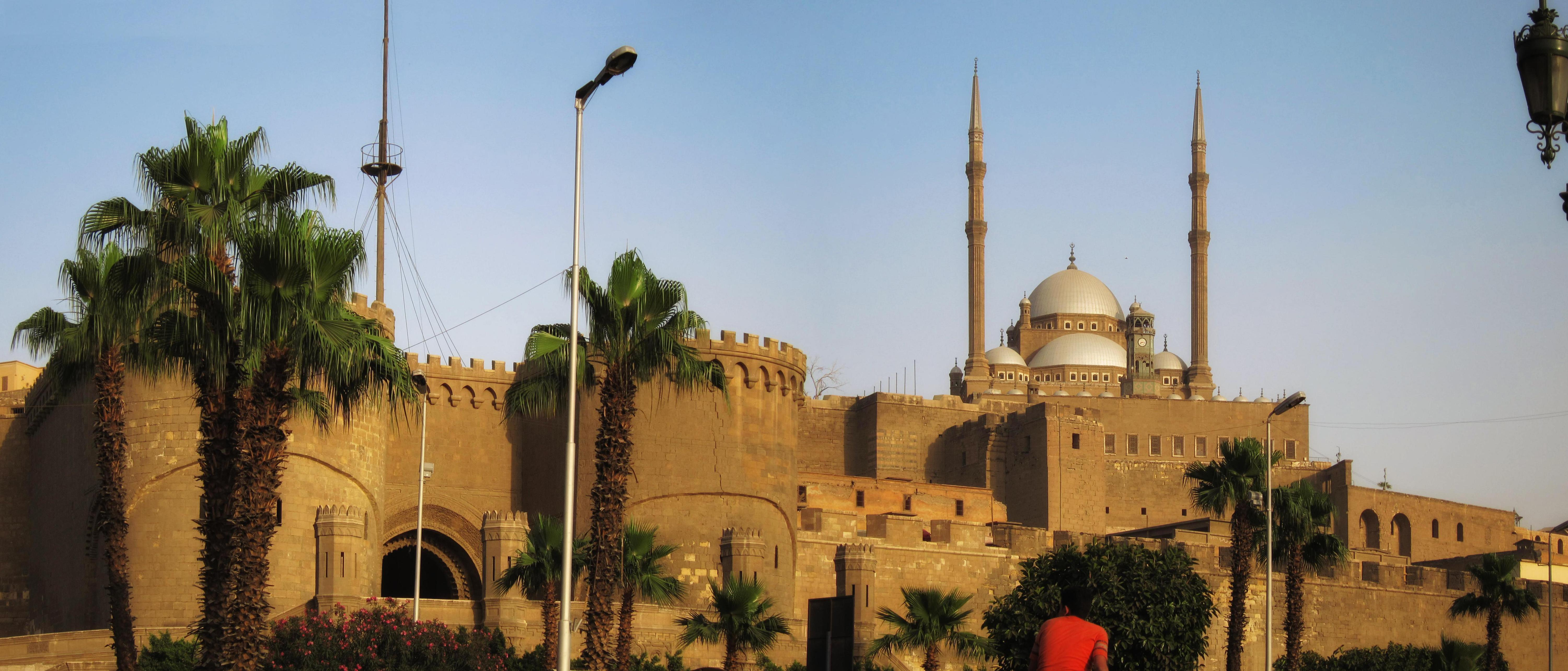
كان صلاح الدين أول من أسس قلعة القاهرة أو قلعة الجبل ثم وسعها العديد من الحكام من بعده مثل محمد علي باشا. وهي تدرج كأحد مواقع التراث العالمي للقاهرة التاريخية

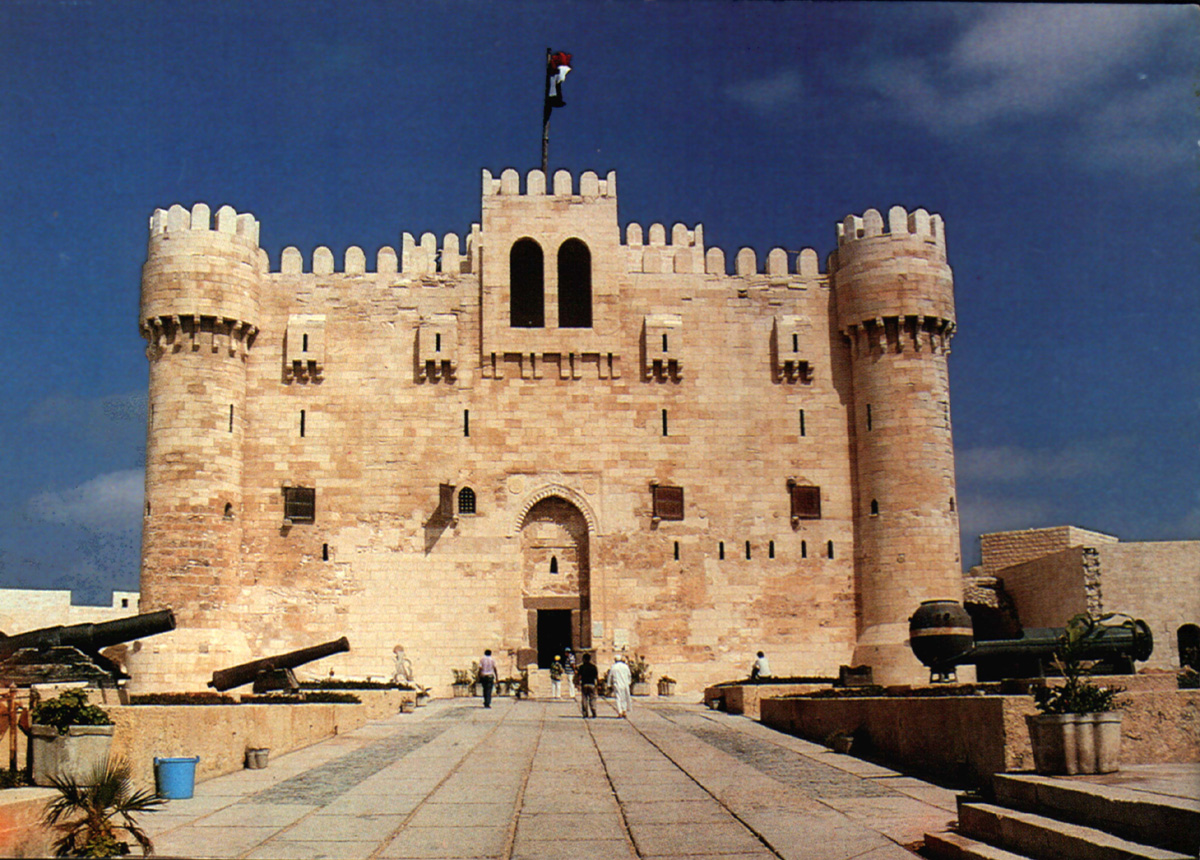
تعد قلعة قايتباي بالإسكندرية واحدة من القلاع المصرية التي مازالت محتفظة برونقها.

هذه قائمة بالمباني المصرية التي يمكن إدراجها تحت تصنيف القلاع والطوابي والحصون والتحصينات.

## قائمة حسب العصر

### العصرالفرعوني

#### مصرالسفلى
- حصن منف[2]
- حصن جدران الأمير (إنبو حكا)، شرق الدلتا.[2]
- حصن وادي النطرون، غرب الدلتا.[2]
- حصن راقودة، الإسكندرية[3]
- حصن تل دفنة أو قلعة ابنة اليهودي
- حصن أون (هليوبوليس).[4]

#### مصر الوسطى
- قلعة بي-سخم خبر رع، بالقرب من هيراكليوبوليس ماغنا (بني سويف)

#### مصر العليا
- تحصينات الكوم الأحمر (هيراكونبوليس)[2]
- حصن أبيدوس[2]
- تحصينات شونة الزبيب بالقرب من أبيدوس
- تحصينات مدينة هابو المملكة الجديدة[2]
- تحصينات الكاب[2]
- تحصينات طيبة.[4]

#### سيناء
- حصون طريق حورس الساحلية، سيناء[2]
- قلعة ثارو، سيناء[2]
- قلعة القنطرة شرق، سيناء[5]
- قلعة كولسوم، السويس[6]
- حصن بوتو لسيتي الأول، (منطقة قاطية)، سيناء.[7]
- حصن تل هوبا، سيناء[8]
- حصن الفرما (بيلوسيوم)[9]
- تحصينات مدينة ثارو.[10][11]

#### الصحراء الغربية

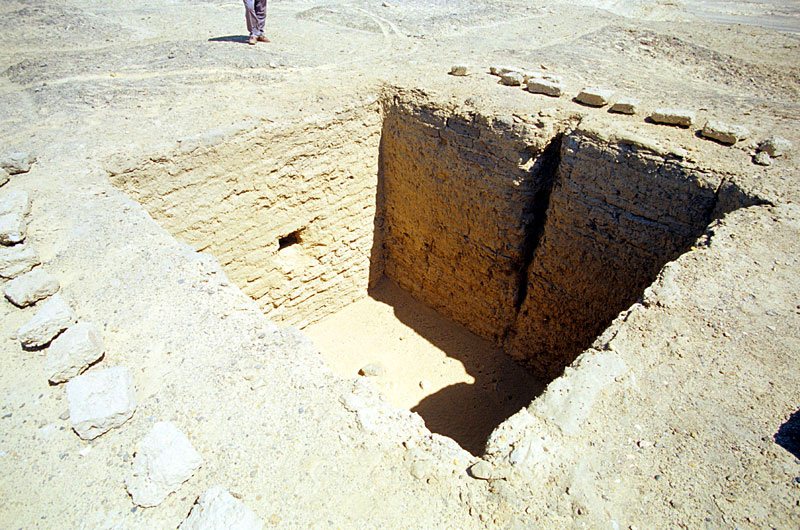
غرفة مكتشفة داخل قلعة قصر علام، الصحراء الليبية، مصر

- حصون واحة سيوة، الصحراء الغربية[12]
- حصن قصر علام

#### النوبة

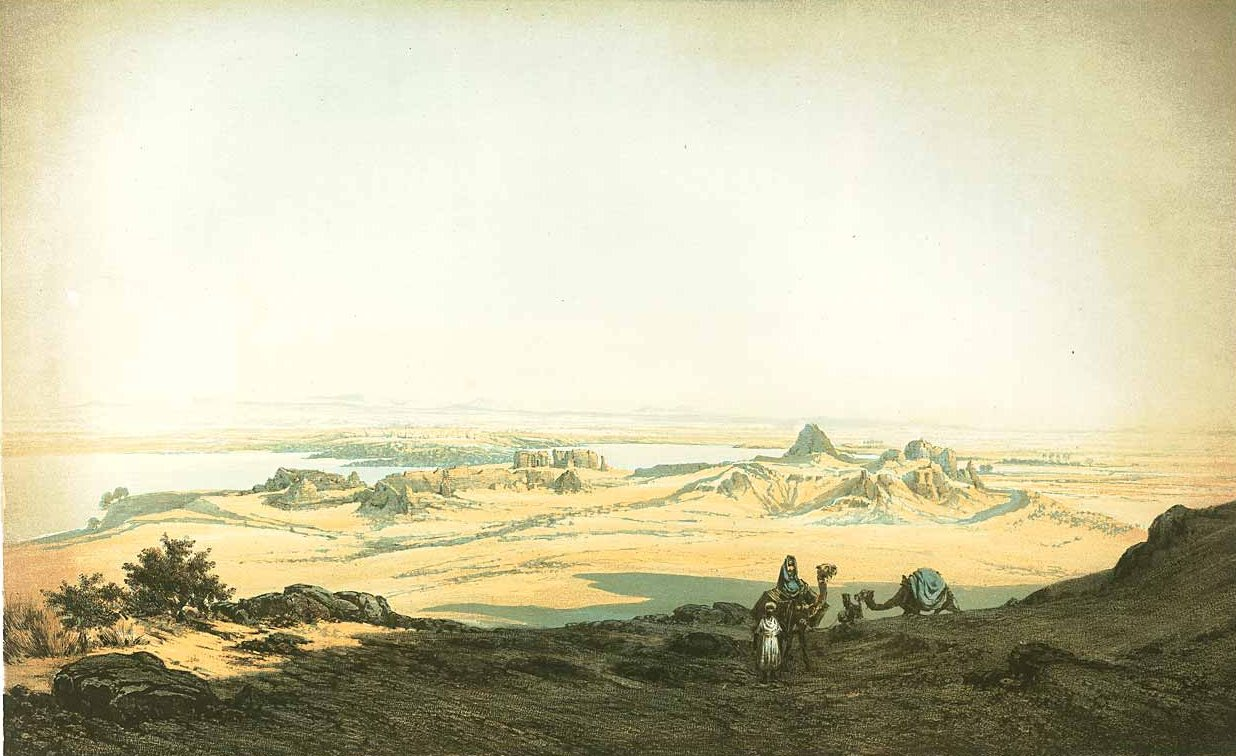
مشهد لقلعتي سمنة وقمنة من الغرب

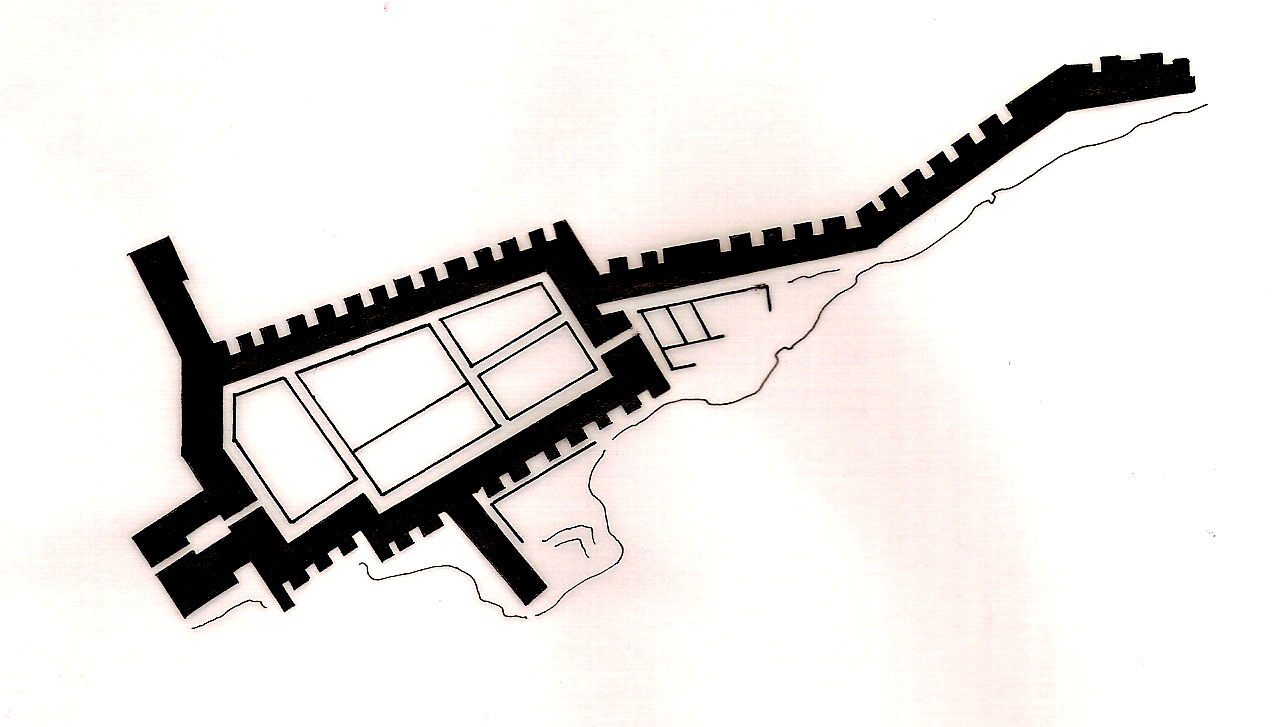
خريطة حصن شفلق

- قلعة بوهين القديمة[2][13][14]
- قلعة كوبان، النوبة[2]
- قلعة سمنة[2][15]
- قلعة قمنة[2][15]
- حصن عنيبة[2]
- حصن أورونارتي[2][15]
- حصن ميرجيسا[2][15]
- حصن شلفاك[2][15]
- حصن أسكوت[2][15]
- حصون سنوسرت السبعة عشر الجنوبية.[2][15]
- حصن دابينارتي[2][15]
- حصن فاراس [الإنجليزية][2]
- حصن سيرا.[2]

### العصر الفارسي
- الحصن الفارسي في رخاكورتيس، الساحل الشمالي

### العصر الإغريقي-الروماني

#### القاهرة
- حصن بابليون، القاهرة.[16][17]

#### الدلتا
- حصن ناوكراتيس اليوناني

#### الواحة الخارجة
- حصن عين أم الدبادب، واحة الخارجة.[18]
- حصن دير المنيرة، واحة الخارجة.[18][19]
- حصن قصر اللبخة، واحة الخارجة.[18][19]
- حصن قصر السميرة، واحة الخارجة.[18][19]
- حصن قصر الجب، واحة الخارجة.[18][19]
- حصن الناضورة، واحة الخارجة[19]
- حصن قصر الغويطة، واحة الخارجة[19]
- حصن قصر الزيان، واحة الخارجة[19]

#### الواحات البحرية
- حصن الحيز.[20]

#### البحر الاحمر
- حصن البادية، جبل الدخان، بالقرب من الغردقة، البحر الأحمر[21][22][23][24]
- حصن أبو شعر، البحر الأحمر.[21]

#### الفيوم
- حصن معبد ديونسياس (معبد الأحجار)، الفيوم.[21][25]
- الحصن الروماني في دير الميمون، الحصن الذي عاش فيه أنطونيوس الكبير، مقابل الفيوم.

#### مصر العليا
- حصن الحيطات، الصحراء الشرقية، قنا.[26]

#### سيناء
- تحصينات دير سانت كاترين، جبل سيناء في شبه جزيرة سيناء (بناها جستنيان الأول 548-565)[27]

#### الساحل الشمالي
- تحصينات الإسكندرية[28]
- حصن تابوزيريس، الإسكندرية

### العصر العربى

#### القاهرة
- قلعة صلاح الدين، المقطم، القاهرة
- تحصينات مدينة القاهرة الأيوبية[29]
- بوابات القاهرة
- سور مدينة الفسطاط[30]

#### الإسكندرية
- قلعة قايتباي، الإسكندرية
- حصن باب رشيد، الإسكندرية[31]

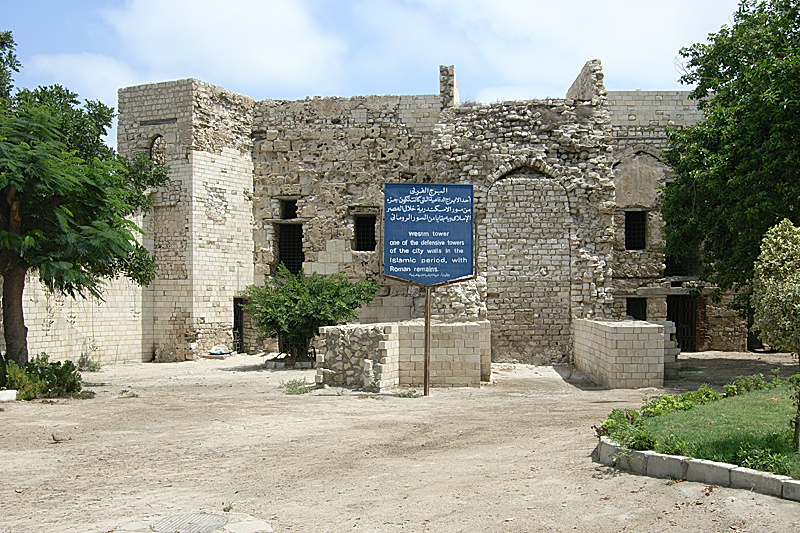
البرج الغربي لسور المدينة اليوناني والإسلامي

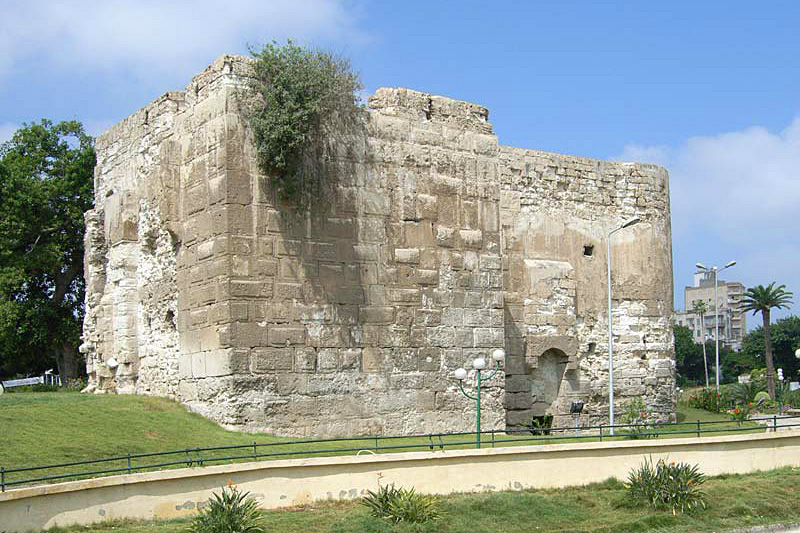
البرج الغربي، بقايا سور المدينة الهلنستي والإسلامي، الإسكندرية، مصر

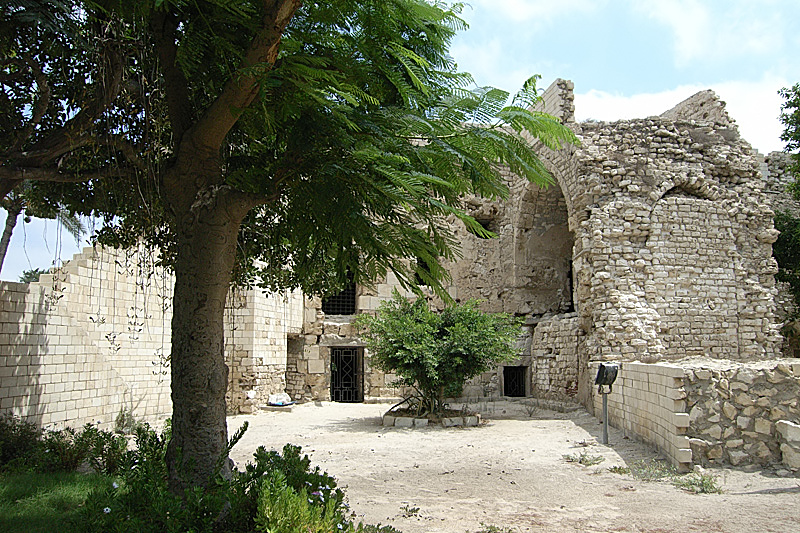
البرج الغربي من سور المدينة اليونانية، الإسكندرية، مصر

- طابية رشيد، رشيد (المعروفة أيضاً باسم حصن جوليان)

#### البحر الاحمر والصحراء الشرقية
- قلعة القصير[32]

#### سيناء
- قلعة صلاح الدين، جزيرة فرعون، سيناء[33]

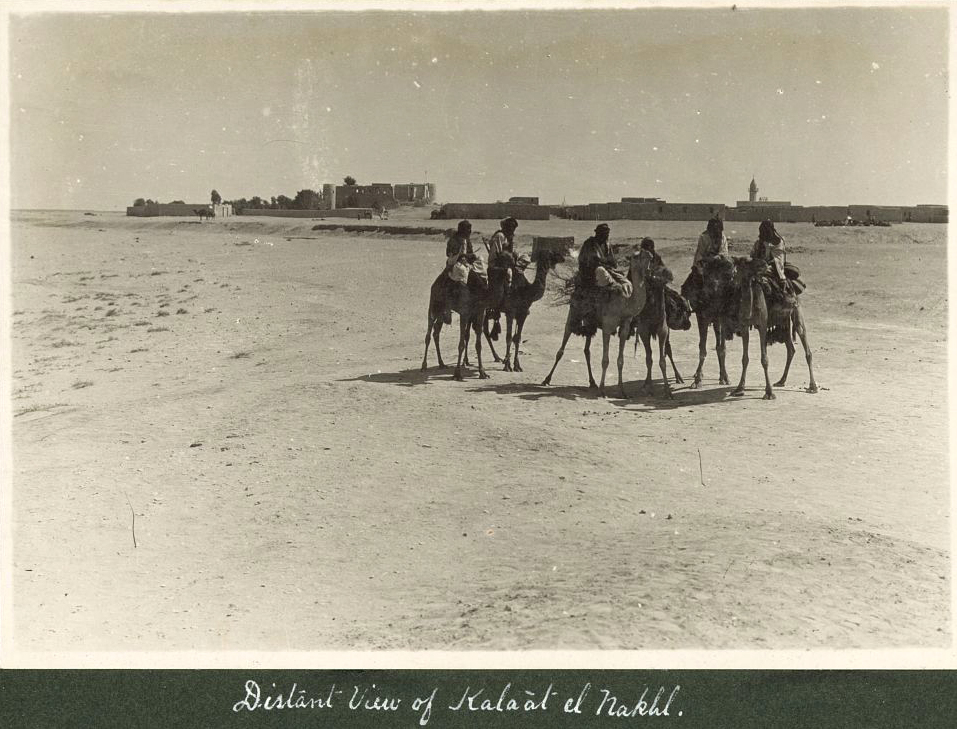
قلعة وقرية نخل قبل 1914

- قلعة نويبع[33]
- قلعة الجندي، رأس سدر، سيناء[33][34][35][36]
- قلعة العريش[33][37]

- قلعة نخل.[33][37][38]
- قلعة الفرما[33][37]
- قلعة الطينة، شمال سيناء[39]

#### الصحراء الغربية
- حصن واحة سيوة[40][41][42][43]
- قرية شالي المحصنة، واحة سيوة.[12]

### مصر الحديثة

#### الإسكندرية والساحل الشمالي
- حصن جوليان، طابية رشيد.
- حصن العجمي، الإسكندرية (بُنيّ خلال الاحتلال الفرنسي)[44]
- قلعة أبو قير (استخدمها محمد علي كسجن)

#### الصحراء الغربية خلال الحرب العالمية الثانية
- تحصينات مرسى مطروح (1941)[45][46]
- تحصينات سيدي براني (1941)[47][48][49][50]
- تحصينات علم حلفا (1941)[51][52][52]
- قاعدة معسكر السلوم المحصنة (1941)[53]
- تحصينات نقب حلفاية [الإنجليزية] (1941)[54][55][56]
- حصن بير حكيم (1942)[57]

#### سيناء
- قلعة العريش
- التحصينات المصرية في شرم الشيخ (1954)[58][59]
- قلعة زمان، سيناء (منشأة سياحية)[60]

#### قناة السويس
- طابية عجرود، السويس.[6]
- طابية القلزم، السويس.[6]
- خط بارليف
  - حصن لحظنيت
  - حصن بودابست

#### البحر الاحمر والصحراء الشرقية
- تحصينات الجزيرة الخضراء، البحر الأحمر (1969)
- تحصينات جزيرة شدوان، البحر الأحمر (1970)

### قائمة حسب المناطق والتسلسل الزمني لها

#### الصحراء الغربية
- قلعة زاوية أم الرخم، حصن من عصر الرعامسة بالقرب من الساحل الليبي حيث عُثرّ على خضاب الأزرق المصري

#### الإسكندرية
- قلعة قايتباى.
- حصن فاروس (طابية قايتباي)
- طابية السلسلة
- طابية رأس التين
- طابية القمرية
- طابية أم قبيبة
- طابية العجمي البحرية
- طابية العجمي القبلية (الطابية العيانة)
- طابية الدخيلة
- طابية المكس (الطابية التحتانية)
- طابية العرب
- طابية الناموس
- طابية اليسرى
- طابية الملاحة
- طابية الصالح
- طابية الفنار
- طابية الأطة
- طابية المعمورة
- طابية السبع
- طابية البرج
- طابية الرمل بأبي قير
- طابية برج رقم 1
- طابية برج رقم 2
- طابية برج رقم 3
- طابية برج رقم 4
- طابية كوسا باشا بخليج أبي قير
- طابية النحاسين

#### رشيد
- طابية رشيد (حصن جوليان)
- طابية الفرش.
- طابية النوى.
- طابية الشيخ.
- طابية الكلخ.
- طابية اللباني.
- طابية المعدية.
- طابية الجزاير.
- طابية العبد.
- طابية العلايم.

#### بورسعيد
- طابية الجميل

#### دمياط
- برج عزبة البرج الدفاعي.
- طابية عرابي.

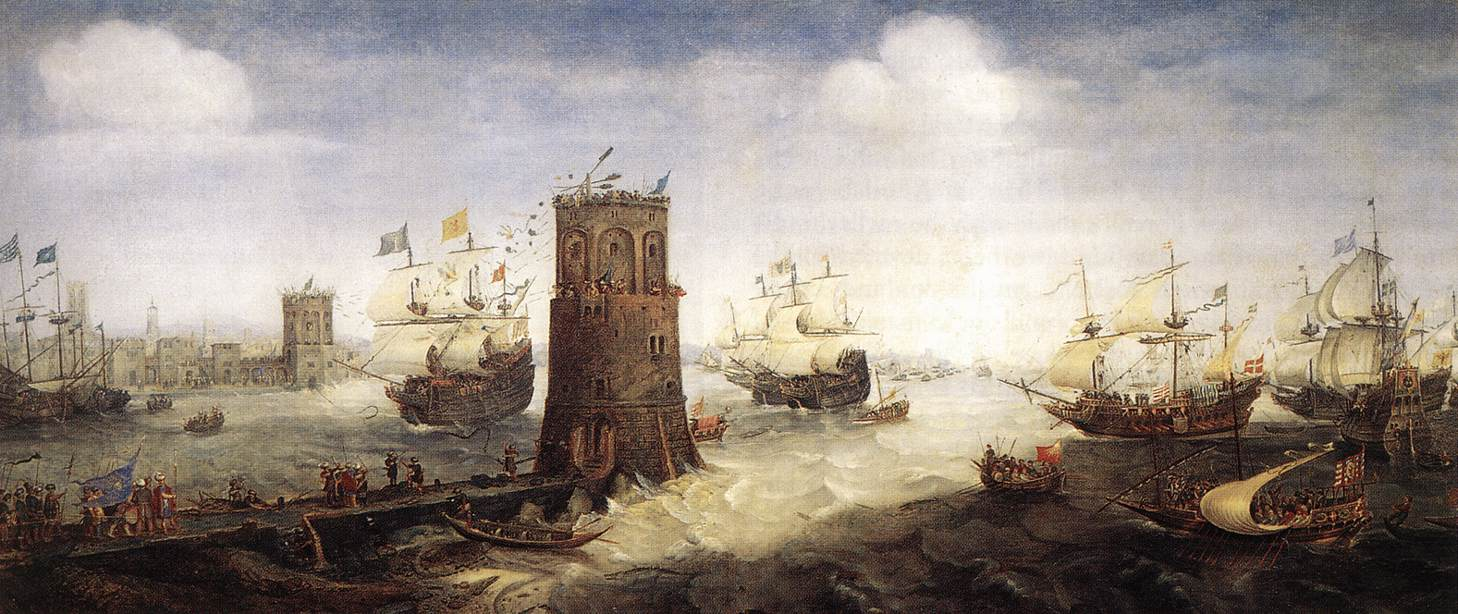
الصليبيون الفريزية يهاجمون برج دمياط، لوحة تخيلية للرسام كورناليس كليسز فان ويرانجن.

- أسوار وتحصينات مدينة دمياط القديمة.

### قلاع وطوابي وحصون وتحصينات سيناء
- حصون سيناء وطريق حورس الساحلي، القرن الثالث عشر ق.م.[2]
- قلعة ثارو، القرن الثالث عشر ق.م.[2]
- حصن بوتو (بناه سيتي الأول)، (منطقة قاطية)، سيناء، القرن الثالث عشر ق.م.[7]
- حصن تل حبوة (بناه سيتي الأول)، (منطقة القنطرة)، سيناء، القرن الثالث عشر ق.م.[5][7]
- حصن تل قدوة، سيناء، القرن الثالث عشر ق.م.[61]
- حصن تل الحبر، سيناء، القرن الثالث عشر ق.م.[61]
- حصن خروبة، سيناء، القرن الثالث عشر ق.م.[61]
- حصن بئر العبد، سيناء،القرن الثالث عشر ق.م.[61]
- قلعة التينة الفرعونية، بئر العبد، شمال سيناء، تاريخ البناء غير معروف.[5][7][39]
- الحصن البطلمي في تل أبو صيفي، جنوب القنطرة شرق، حوالي عام 100 ق.م.[7]
- الحصن الروماني في تل أبو صيفي، جنوب القنطرة شرق، (بناه الإمبراطور ماكسيمينوس ثراكس) في عام 200 م.[7]
- قلعة لحفن الرومانية بالقرب من العريش، تاريخ البناء غير معروف.[7]
- تحصينات دير سانت كاترين، جبل سيناء، شبه جزيرة سيناء.
- قلعة الفرما (بيلوسيوم)، 640 م.[7][33][37]
- حصن استراسيني بناه الإمبراطور جستينيان الأول، تل الفلوسية، بالقرب من الفرما، القرن السابع الميلادي.[7]
- حصن جرها الروماني، على بحيرة البردويل، شمال سيناء، القرن السابع الميلادي.[7]
- الحصن البيزنطي في القصيمة، الحسنة، وسط سيناء، تاريخ البناء غير معروف.[7]
- حصن المحمدية العربي، بئر العبد، شمال سيناء، تاريخ البناء غير معروف.[7]
- قلعة أيله، بناها بلدوين الأول، مدينة أيله، خليج العقبة، 1116 م.[7]
- قلعة جزيرة فرعون، بناها بلدوين الأول، خليج العقبة، 1116 م.[7]
- قلعة وادي موسى، بناها بلدوين الأول، 1117 م.[7]
- قلعة أيله، بناها الأيوبيون، 1181 م.[7]
- قلعة صلاح الدين الأيوبي في رأس سدر، سيناء، 1182 م.[7]
- قلعة الجندي (بناها صلاح الدين الأيوبي)، رأس سدر، سيناء 1184 م.[7][33][34][35][36]
- قلعة صلاح الدين الأيوبي، طابا (جزيرة فرعون)، سيناء 1184 م.[7][33]
- قلعة العريش (بناها الأشرف قنصوه الغوري)، 1516 م.[7][33][37]
- قلعة البغلة (بناه الأشرف قنصوه الغوري)، 1516 م.[7]
- حصن نقب العقبة (بناه الأشرف قنصوه الغوري)، 1516 م.[7]
- حصن نخل (للأشرف قنصوه الغوري)، 1516 م.[7][33][37][38]
- قلعة قاطية، غرب سيناء (حصنها الجنرال لوغرانج أحد جنرالات جيش نابليون)، 1799 م.[7]
- حصار قلعة العريش، 1799 م.
- قلعة نويبع، 1893 م.[7][33]
- التحصينات التركية في الحسنة، وسط سيناء، 1910.[7]
- التحصينات التركية في قلعة العريش، شمال سيناء، 1910.[7]
- التحصينات التركية في نخل، سيناء، 1910.[7]
- التحصينات التركية في قلعة صلاح الدين، جنوب سيناء، 1910.[7]
- المواقع الدفاعية المصرية التي بنتها القوات المصرية خلال حرب الاستنزاف على الضفة الغربية لقناة السويس وخط بارليف الذي بنته قوات الاحتلال الإسرائيلية على الجانب الشرقي من قناة السويس.[7]
- قلعة زمان السياحية، بُنيت في التسعينات، نويبع.[60]
- حصن عين القديرات، الحسنة، شمال سيناء، تاريخ البناء غير معروف.[7]

## معرض الصور

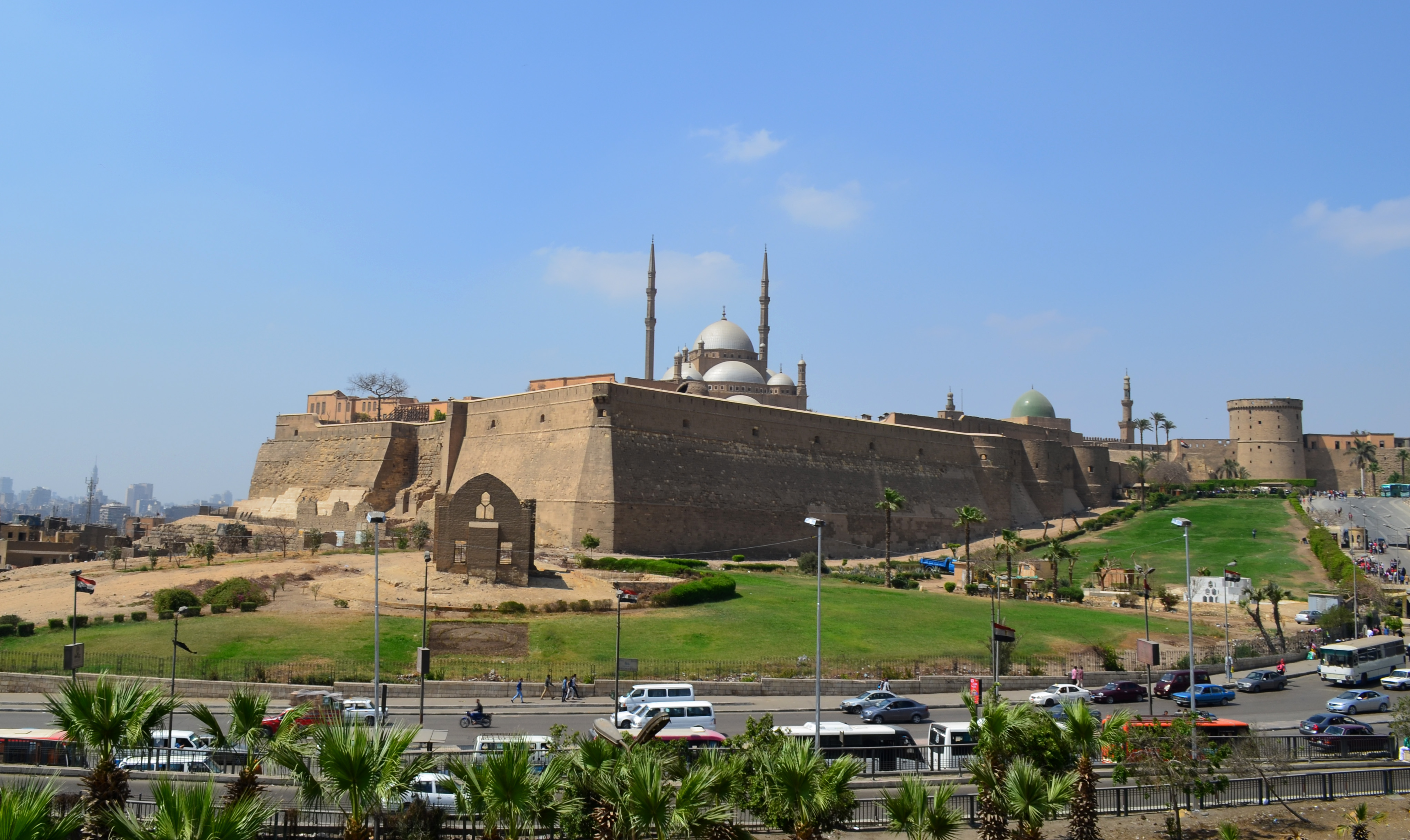
مشهد بانورامي لقلعة صلاح الدين الأيوبي
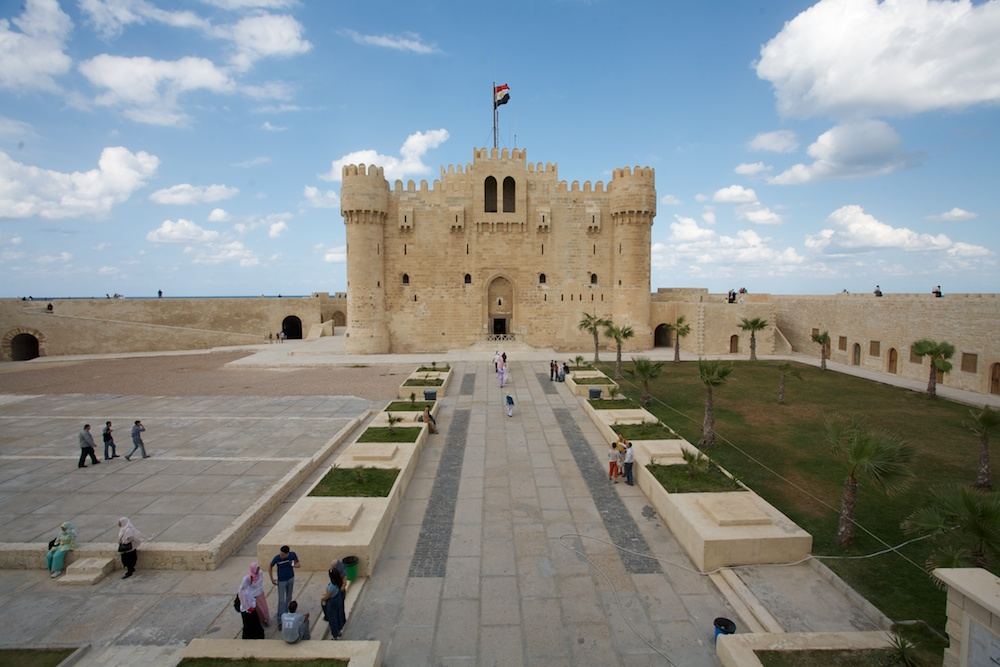
مشهد أمامي لقلعة قايتباي بالإسكندرية
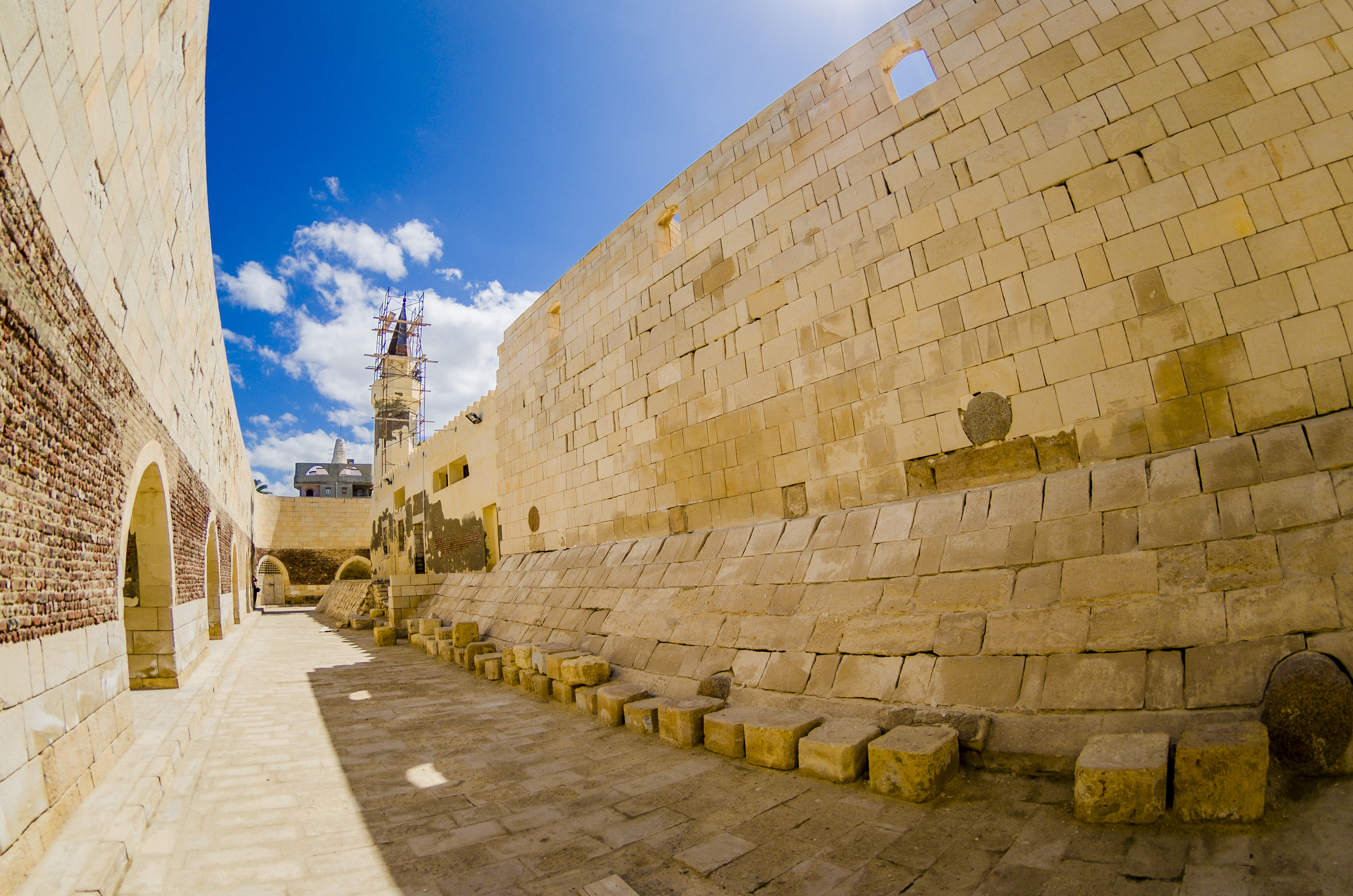
طابية رشيد (حصن جوليان)
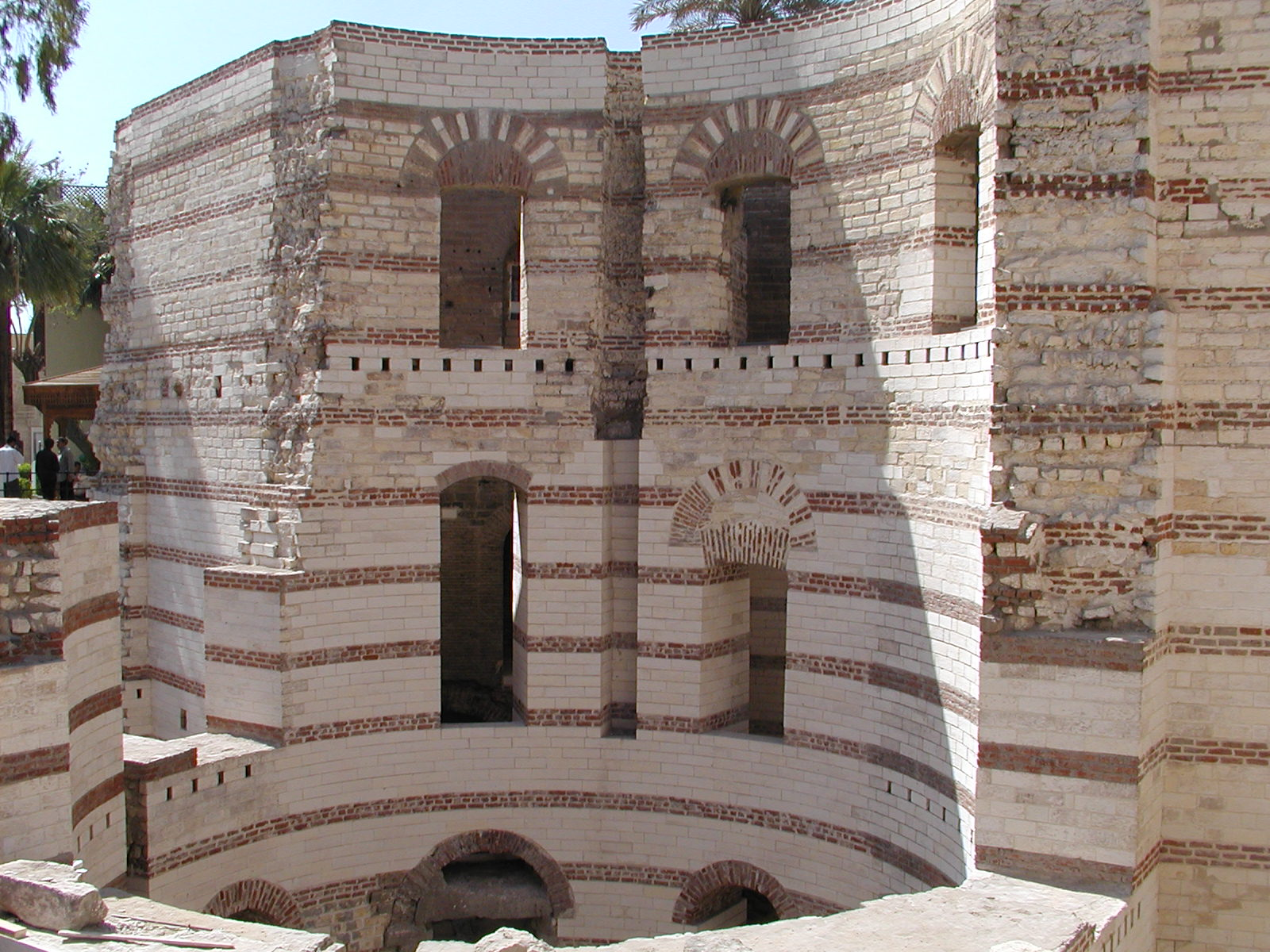
حصن بابليون بالقاهرة
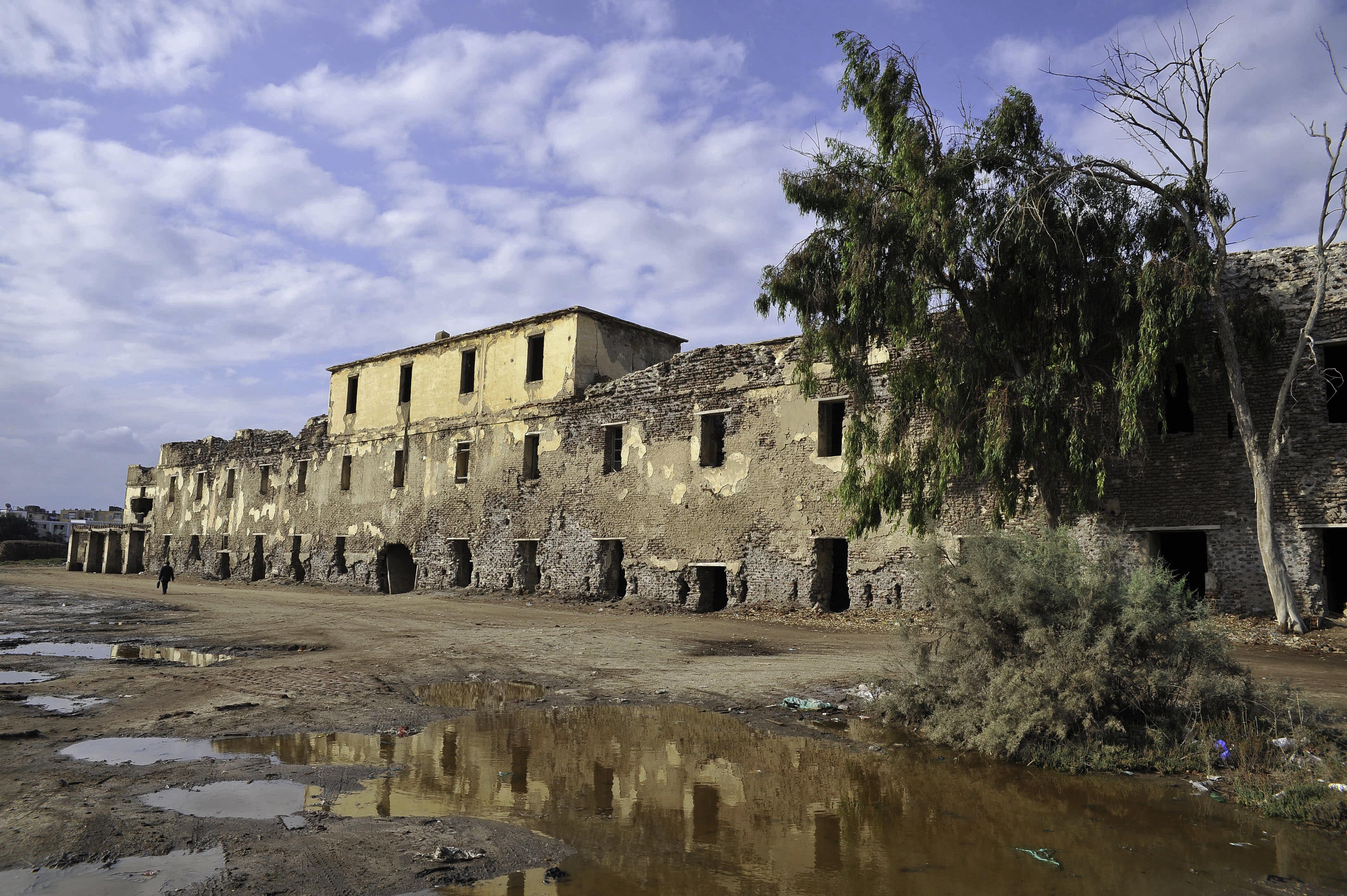
طابية عرابي بدمياط
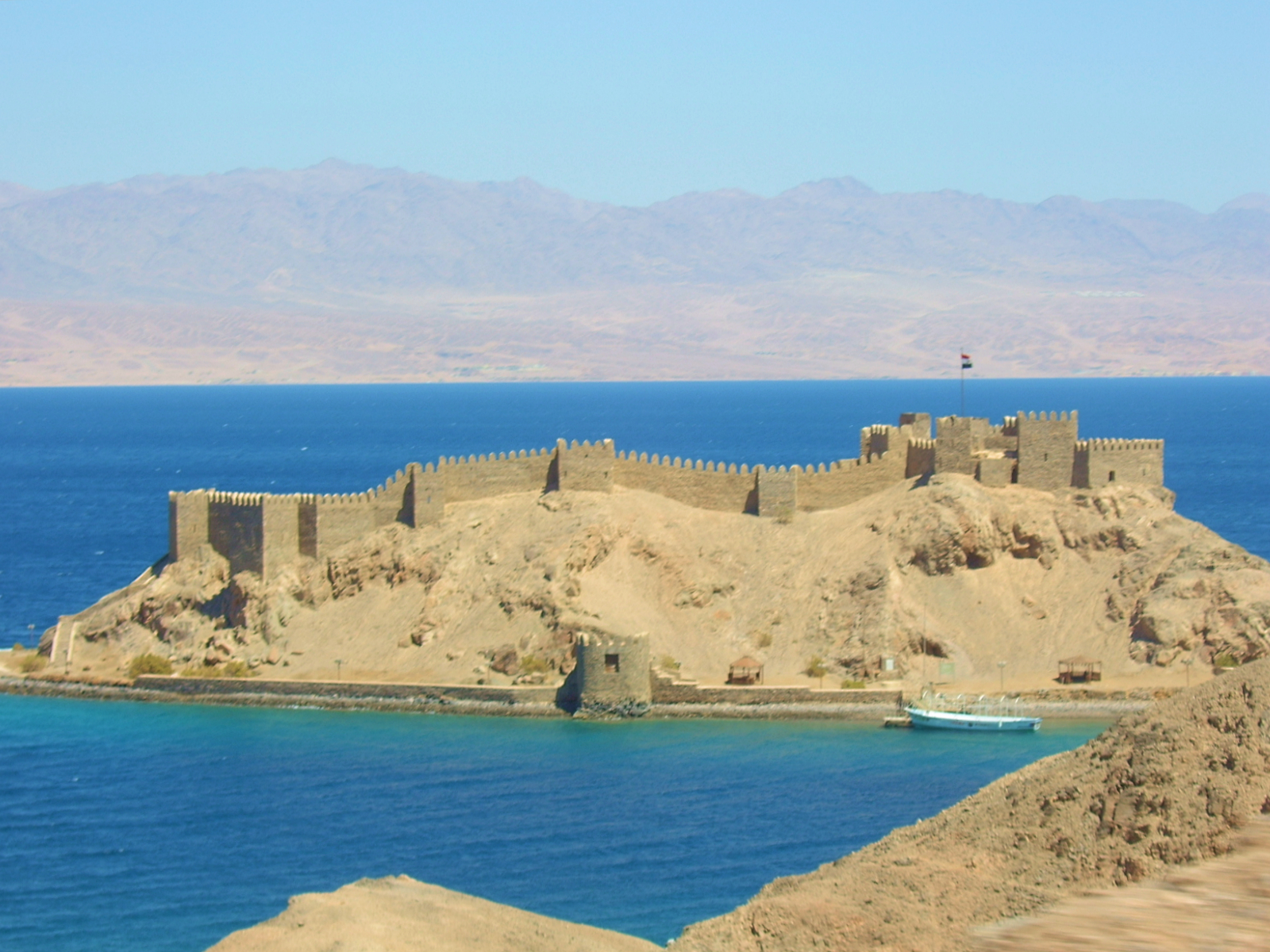
قلعة صلاح الدين الأيوبي على جزيرة فرعون
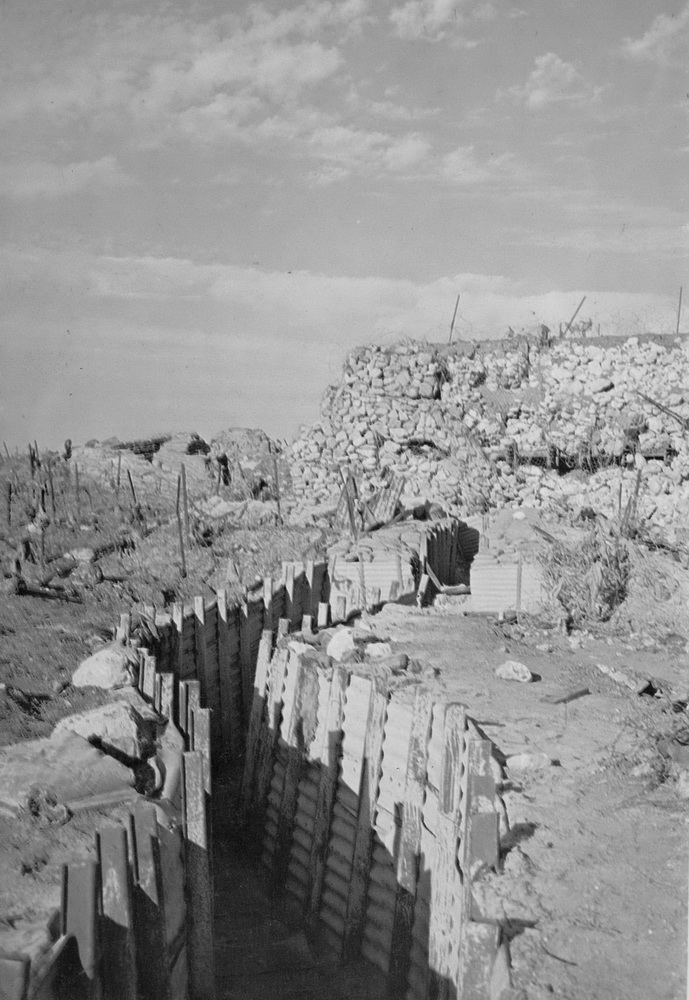
حصون خط بارليف